# Okres godowy
Okres godowy – u zwierząt jest to okres, zazwyczaj w porze obfitości pokarmu i wody, w którym zwierzęta te łączą się w pary i przystępują do rozrodu. Jest on różny u różnych gatunków. Występowanie okresów godowych można uzasadnić ewolucyjnym przystosowaniem do występujących w naturze pór roku i mniejszych szans przeżycia młodych zimą niż latem.
Okresy godowe są czasami prezentowane na wykresach, dla pojedynczego gatunku lub dla większej ich grupy. Bywają też zestawiane z innymi okresami, np. przeobrażenia larw. Widać to na poniższym przykładzie prezentującym okresy godowe polskich płazów (kolor zielony), zdefiniowane tu jako okres składania jaj i okresy przeobrażenia (kolor niebieski):
Okresy godowe wielu gatunków mają swoją nazwę, np.:
- bekowisko danieli
- bukowisko łosi
- huczka dzików
- rykowisko jeleni szlachetnych, gwizdowisko jeleni wschodnich (sika)
- parkoty zajęcy
- toki ptaków
- tarło ryb (jajorodnych)
- rechowisko żab (wodnych)